# Veronika Zaplata
Veronika Zaplata (* 23. Mai 1964 in Prag) ist eine tschechische Filmeditorin.
Veronika Zaplata wurde in den 1980er Jahren beim Schweizer Fernsehen zur Film- und Videoschnittassistentin ausgebildet. Seit Anfang der 1990er Jahre ist sie als selbständige Filmeditorin tätig. Für die ZDF-Fernsehfilme Die Musterknaben wurde sie für den Deutschen Fernsehpreis 1999 für den besten Schnitt nominiert.
Veronika Zaplata lebt in Deutschland und auf Mauritius.

## Filmografie (Auswahl)
- 1997: Die Musterknaben
- 1999: Die Musterknaben 2
- 1999: Jacks Baby
- 1999: S.O.S. Barracuda: Der Tod spielt Roulette (Fernsehfilm)
- 2000: Autsch, Du Fröhliche
- 2005: Marias letzte Reise
- 2007: Barbara Wood: Sturmjahre
- 2009: Nichts als Ärger mit den Männern
- 2012: Ganz der Papa
- 2012: Plötzlich 70!
- 2012: Wohin der Weg mich führt
- 2013: Rosamunde Pilcher – Die versprochene Braut
- 2014: Meine Frau, ihr Traummann und ich
- 2015: Rosamunde Pilcher – Rundum glücklich
- 2015: Zwei Familien auf der Palme
- 2017: Bierleichen. Ein Paschakrimi
- 2018–2020: Die Inselärztin (Fernsehserie)
  - 2018: Neustart auf Mauritius
  - 2018: Notfall im Paradies
  - 2019: Das Geheimnis
  - 2019: Die Entscheidung
  - 2020: Die Mutprobe
  - 2020: Das Rätsel